# Тюсмень
Тюсмень — деревня в Венгеровском районе Новосибирской области России. Входит в состав Петропавловского 2-го сельсовета.

## География
Площадь деревни — 11 гектаров.

## Население
| 2002 | 2007 | 2010 |
| ---- | ---- | ---- |
| 142  | ↘121 | ↘95  |

## Инфраструктура
В деревне по данным на 2007 год функционируют 1 учреждение здравоохранения, 1 образовательное учреждение.